# Sindrome dell'oggetto luccicante
Per sindrome dell'oggetto luccicante (anche conosciuta come SOS, dall'inglese shining object syndrome) si intende una condizione psicologica di eccessiva attenzione su un'idea nuova e alla moda, finché un'altra novità non prende il sopravvento.

## Uso
Più volte citata nella cultura pop e oggetto di studi psicologici, la sindrome dell'oggetto luccicante porta l'individuo a prestare particolare attenzione su un'idea nuova e alla moda, indipendentemente da quanto preziosa o utile possa essere. Sebbene all'inizio appaia vantaggioso focalizzarsi sulla nuova idea, questa finisce per distrarre, e ciò vale sia quando la distrazione è indotta tramite pubblicità sia quando è la persona a trovarsi una distrazione personale. È possibile che una persona con la FOMO, avendo già il giudizio offuscato, sia anche predisposta alla SOS.
Il termine sindrome dell'oggetto luccicante viene spesso utilizzato quando si perde il quadro generale della situazione, spostando l'attenzione su dettagli trascurabili. Il termine si usa nella letteratura manageriale, nella letteratura psicologica popolare e nelle scienze sociali e informatiche.